# Tumegl/Tomils
Tumegl/Tomils är en ort och tidigare kommun i regionen Viamala i kantonen Graubünden, Schweiz. Kommunen blev 2009 en del av den nya kommunen Tomils som 2015 i sin tur blev en del av den nya kommunen Domleschg.
Tomils är den tyska namnformen och var officiellt namn fram till 1943, då den rätoromanska namnformen Tumegl lades till i namnet. Efter sammanläggningen 2009 antogs endast den tyska formen som namn på den nya kommunen, men orten heter officiellt fortfarande Tumegl/Tomils.